# Lăsău
Lăsău – wieś w Rumunii, w okręgu Hunedoara, w gminie Lăpugiu de Jos. W 2011 roku liczyła 190 mieszkańców.